# Geoemyda
Geoemyda – rodzaj żółwi z rodziny batagurowatych (Geoemydidae).

## Zasięg występowania
Rodzaj obejmuje gatunki występujące w Azji (Chińska Republika Ludowa, Laos, Wietnam i Japonia).

## Systematyka

### Etymologia
- Geoemyda: gr. γεω- geō- ziemny-, od γη gē „ziemia”[6]; εμυς emus, εμυδος emudos „żółw wodny”[7].
- Nicoria: etymologia nieznana, J.E. Gray nie wyjaśnił znaczenia nazwy rodzajowej[3]. Gatunek typowy: Testudo spengleri J.F. Gmelin, 1789.

### Podział systematyczny
Do rodzaju należą następujące gatunki:
- Geoemyda japonica Fan, 1931
- Geoemyda spengleri (J.E. Gmelin, 1789) – żółw górski[8]